# Lussat, Puy-de-Dôme
Lussat är en kommun i departementet Puy-de-Dôme i regionen Auvergne-Rhône-Alpes i centrala Frankrike. Kommunen ligger i kantonen Pont-du-Château som tillhör arrondissementet Clermont-Ferrand. År 2022 hade Lussat 944 invånare.

## Befolkningsutveckling
Antalet invånare i kommunen Lussat
| Referens: INSEE |